# Montracol
Montracol es una comuna francesa situada en el departamento de Ain, de la región de Auvernia-Ródano-Alpes.

## Geografía
Está ubicada en Bresse, a 8 km al oeste de Bourg-en-Bresse.

## Demografía
| 447 | 429 | 450 | 584 | 551 | 619 | 787 | 999 | 1 040 |
| Para los censos de 1962 a 1999 la población legal corresponde a la población sin duplicidades (Fuente: INSEE [Consultar]) |     |     |     |     |     |     |     |       |